# Coronel Juan José Gómez (Río Negro)
Juan José Gómez es un barrio de la ciudad de General Roca, en la provincia de Río Negro, Argentina. Fue considerada localidad durante buena parte del siglo XX.

## Toponimia
El nombre del barrio se debe a la estación de ferrocarril de la zona oeste de la ciudad construida en 1916 y bautizada Juan José Gómez en 1930. En la época en que el ferrocarril cumplía un papel protagónico en la vida económica de la región, los nombres de las estaciones se usaban como elemento de referencia para identificar —en forma harto vaga y aproximada— el lugar donde se encontraba desde un destacamento policial hasta una chacra.
La estación, a su vez, toma el nombre de Juan José Gómez, un militar riojano que, a fines de 1881, fue nombrado jefe del fortín Primera División que se había emplazado en la confluencia de los ríos Limay y Neuquén, donde nace el río Negro. Posteriormente participa en varias operaciones militares contra los indígenas, como la batalla que tuvo lugar en dicho fortín en enero de 1882.

## Geografía física
El barrio se ubica en el oeste de la ciudad. Queda delimitado por:
- Al norte: Canal principal de riego (calle Gadano, por su margen sur), que lo separan del barrio Julio Corral.

- Al este: calle Félix Heredia que lo separa del barrio Gral M. Belgrano
- Al sur: ruta provincia n.º 65 (calle Adolfo Alsina), que lo separa de la zona rural.

- Al oeste: por calle J. J. Castelli, que lo separa de la zona rural.

Su área es de 82 ha incluyendo la estación de ferrocarril.  
El barrio está ubicado en el valle del río Negro, sitio apto para la agricultura, por su topografía con poca pendiente y baja altitud que permite el riego. En esta zona el valle es excepcionalmente ancho y el barrio está ubicado en su borde norte a unos 9 km de la ribera y a metros del borde de la meseta, conocido locamente como barda.  
Las precipitaciones intensas en la zona de bardas produce crecientes o aluviones en las cuencas de drenaje locales cuyos cauces están normalmente secos. A lo largo de su historia, estos aluviones han inundado los barrios ubicados inmediatamente aguas abajo, como J. J. Gómez. A fines de marzo de 1966 llovieron casi 100 mm en 24 horas. Se anegó completamente el barrio y se rompió un borde del canal principal. También afectó el centro y otros barrios. Otro ocurrió también en marzo de 1975 en (pag 74) En los años 1960 se inicia la construcción del Sistema de Defensa Aluvional. Durante la década de los 80, se construiría el dique J. J. Gómez de 2 hm³ ubicado al norte del barrio, y un conjunto de canales de descarga o derivadores, con el fin de contener los flujos. Esto evitó que las consecuencias del aluvión de enero de 1999 fueran más graves, ya que gran parte del volumen de agua escurrida fue contenida en los diques. No obstante el dique J. J. Gómez, desbordó en su tramo inferior, inundando el barrio y otros, en los que el nivel del agua llegó al metro de altura.

## Historia

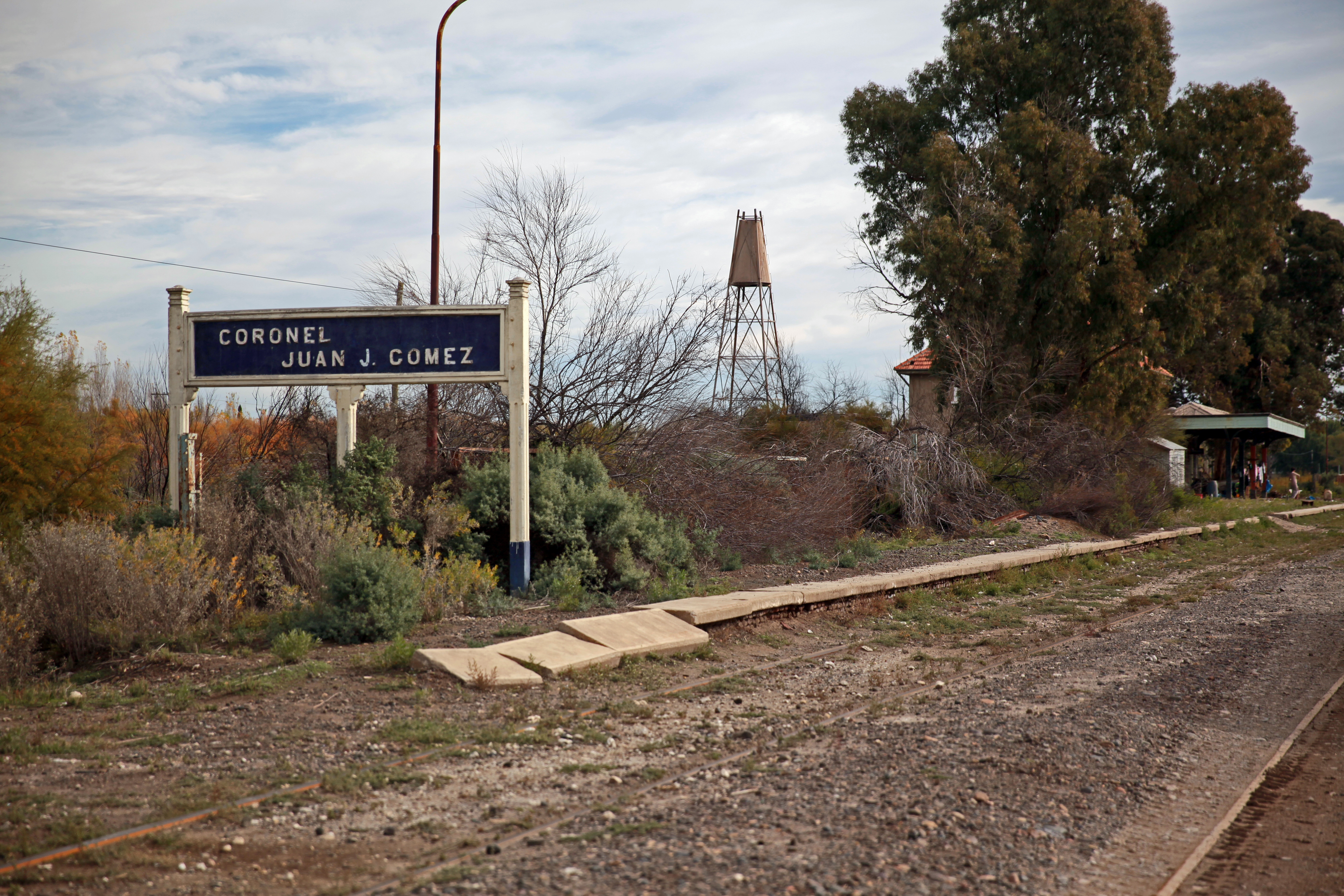
Estación de ferrocarril. En primer plano, el cartel nomenclador.

Después de la gran inundación de 1899 la Escuela Agrícola fundada años antes en las cercanías del colegio católico San Miguel es trasladada hacia el noroeste cerca del canal de riego hoy conocido como Canal de los milicos, en lo que hoy es la zona rural adyacente al barrio. En la primera década del sigo XX la escuela es ampliada. En la década siguiente pasa a manos del estado, como estación experimental agrícola. En 1958, pasa a depender del Instituto Nacional de Tecnología Agropecuaria (INTA) y funciona hasta la década de 1980. En 2008, por gestiones del director del colegio San Miguel, Jaime Belli, es restaurado y abierto a visitantes. Además, en el edificio histórico funciona el centro de capacitación Jaime Belli. Al edificio se accede por ruta provincial n.º 65, a 2 km al oeste de la calle Castelli. 
Para el año 1899 ya estaba construida la vía férrea del Ferrocarril del Sud y estaba planificada la inauguración de la primera estación de la ciudad, la que hoy se llama Stefenelli. En octubre de 1916 se construyó una estación en el km 1156, al oeste de aquella alrededor de la cual surgiría el barrio. En 1920, aproximadamente, la estación comenzó a funcionar como playa de carga y descarga de frutas y hortalizas. En el año 1930 se inauguró el edificio de la estación con el nombre Coronel Juan José Gómez. Constaba de una oficina de correos, sala de encomiendas, playa de carga y descarga con cuatro vías y una báscula. Además, había un embarcadero de animales.
En 1958 es inaugurado el frigorífico «Fricader S.A» ( Frigorífico de Carnes Rionegrinas) emprendimiento de Juan Dalbene y Alfredo Vaucheret, destinada al faenamiento y despostado de animales bovinos, ovinos y porcinos, procesamiento de embutidos, menudencias frescas y sus subproductos y como planta frigorífica. El Estado provincial absorbe la empresa en la década del 70´, adquiriendo, el 99% de las acciones, hasta que en 1990 se lo transfiere a un grupo privado, que en el año 1993 vende la planta a un solo propietario, en manos del cual fue decayendo en su producción, condiciones de sanidad y solvencia. En 1998 la empresa se encontraba en concurso de acreedores. Senasa dispone la suspensión de las operaciones de la planta por cuestiones sanitarias. A principios del 2001 el propio empresario pide la quiebra de Fricader Patagonia S.A. Se dispone la subasta del frigorífico para fines de mayo de 2002.Frente a esto los trabajadores toman la planta impidiendo la ejecución de la subasta y reclamando poder mantener su lugar de trabajo. Se constituyen en la Cooperativa de Trabajo Frigorífico J. J. Gómez Limitada y reclaman la expropiación. Para 2003 había conseguido .En 2004 el Ministerio de Producción de Río Negro le otorgó a la cooperativa una habilitación parcial de las instalaciones de la industria y la Dirección de Ganadería los autorizó a funcionar inicialmente como fábrica de chacinados.Afines de 2006 la legislatura de la provincia mediante la ley 4165 declara de utilidad pública y sujeta a expropiación las maquinarias, instalaciones y bienes muebles de la ex-Fricader. Además indica que los bienes expropiados se deben destinar  a la preservación de la fuente de producción y de trabajo de quienes se desempeñaban en la planta industrial de la fallida Fricader Patagonia S.A., mediante la continuidad y expansión de la explotación de la unidad productiva que constituyen, persiguiendo fines solidarios, autogestionarios y cooperativos por medio de la Cooperativa de Trabajo Frigorífico J. J. Gómez Limitada.A inicios de marzo de 2020 consiguen la habilitación con tránsito federal al frigorífico por parte del Senasa.

## Estatus de localidad
J. J. Gómez fue considerado localidad por distintas instituciones.
Instituto Nacional de Estadística y Censos lo consideró localidad en el censo de 1980, con el nombre de Coronel Juan José Gómez y su población fue de 2436 habitantes. En una evaluación posterior publicada 5 años después por el mismo instituto se indica que el criterio correcto era considerar como una sola localidad todas las zonas edificadas en torno a tres estaciones ferroviarias: Coronel Juan J. Gómez, Fuerte General Roca y Padre Alejandro Stefenelli ubicadas dentro de una sola jurisdicción municipal: el municipio General Roca. Este criterio fue seguido correctamente para el censo de 1970 pero erróneamente para el de 1980.
Instituto Geográfico Nacional: En el mapa escolar de la provincia del año 2009, aparecía como localidad. En el mapa vigente a 2021, aparece referenciada como otra entidad de población.
Gobierno de la provincia de Río Negro. En un mapa realizado para el Consejo Provincial de Educación en 1988 aparecía como localidad. En el mapa de Vialidad Rionegrina de 2019, sigue apareciendo.
Boletín Oficial de la provincia de Río Negro: aparece como localidad hasta el año 2001. Ya en 2018, aparece como barrio. Y desde el año 2012 en otras comunicaciones oficiales.

## Urbanismo
Según en Plan Director de la ciudad de General Roca (PDR), que la divide en distintas zonas según el uso del suelo, al barrio corresponden tres de ellas:
- Área Urbana:
  - Zona residencial mixta: abarca la mayor parte del barrio dividida en norte y sur la vía ferroviaria.
  - Zona equipamiento: usos productivos y comerciales incompatibles o incómodos para la residencia que requiere parcelas de mediana o gran superficie. Donde se ubica la actual cooperativa de trabajo Frigorífico J J Gómez. (cuadro pág 30, pag 93).
- Zona especial interés urbanístico: la estación de ferrocarril. (punto 2.II.11 pág 35)

Además el Plan Director tiene unos objetivos y programas específicos para Stefenelli, que lo hacen destacar por entre otros barrios:
- En la Directriz de ordenamiento del crecimiento urbano: promover actividades y usos con características de centralidad (junto a Stefenelli).

## Infraestructura y servicios públicos

### Caminos
El barrios está rodeado por diversos caminos que están clasificados y jerarquizados por el Plan Director de la ciudad.
- Vías locales urbanas primarias:
  - Ruta provincial 65 (A. Alsina), bordea al barrio por el sur.
  - Félix Heredia bordea al barrio por el este y tiene un puente sobre el canal de riego que permite la comunicación con el norte
  - General Villegas, en el norte del barrio, comunica con el centro.
- Vías locales rurales primarias:
  - J. J. Casteli bordea al barrio por el oeste.
  - y las continuaciones hacia el sur y el oeste de las urbanas mencionadas anteriormente que se integran a la red de caminos rurales de 1 km x 1 km.

### Servicio de transporte de pasajeros
El barrio cuenta con un servicio de transporte público de pasajeros que lo une con el centro de la ciudad. En julio de 2020 fueron informados los recorridos de contingencia del sistema de transporte de la ciudad. La línea 3: Gómez-Alta Barda pasa por la esquina de las calles Villegas y Félix Heredia. La frecuencia del servicio era de cada hora desde las 5:00 a. m. hasta las 08:00 p. m. El recorrido y horario fue levemente ampliado en diciembre de ese año. El servicio es provisto por la cooperativa 1.º de Septiembre, formada en 2019 por trabajadores de la empresa 18 de Mayo que proveía el servicio hasta ese año.

### Seguridad, Salud, Educación
Policía: El barrio cuenta con una comisaría de la policía de la provincia, la n.º 47 ubicada en calle Tucumán.
Salud: El barrio cuenta con un centro de salud de complejidad 2, dependiente de hospital central Francisco López Lima Inició sus actividades en 2013 en el edificio del centro comunitario del barrio.  Está ubicado en la esquina de calles Tucumán e Irene de Neira.
Educación: Las instituciones educativas del barrio, estatales y privadas,  están comprendidas dentro del Consejo Escolar Alto Valle Este (AVE) I.
- Nivel inicial estatal:
- Nivel primario estatal: 
  - Escuela n.º 66 Manuel Arenaza.[38] Fundada en 1922 en Río Colorado, fue transada al barrio posteriormente.[39]
  - Escuela n.° 286 Ruca Hue[40]
- Nivel medio estatal: Centro de educación media (CEM) n.° 111[41] que comparte edificio con el CEM n.° 68

### Otros
Planta potabilizadora de agua. filtros rápidos en el viejo predio de obras sanitarias, es decir al final de calle Villegas y margen sur del Canal Principal de Riego. sirve al barrio y barrios vecinos.
Sistema de riego de General Roca: Por el barrio pasan el Canal principal, (norte del barrio) Secundarios III y V Sud de riego y el colector principal IV.